# Elina Nechayeva
Elina Netchayeva (en russe : Элина Нечаева), née Elina Netšajeva le 10 novembre 1991, est une chanteuse soprano estonienne, également d'origine russe et tchouvache.
Elina Netchayeva étudie au Lycée français de Tallinn, dont elle sort diplômée en 2011. En 2016, elle obtient un master en chant classique à l'Académie estonienne de musique et de théâtre, à Tallinn également.
Elle fait ses débuts sur la scène publique en 2009, en participant à l'émission de télé-crochet Eesti otsib superstaari, la version estonienne de Pop Idol. Elle fut éliminée lors de la sélection préliminaire. 
Elle participe ensuite à la compétition Klassikatähed en 2014, et finit parmi les trois finalistes.
En 2017, elle coanime l'édition 2017 de l'Eesti Laul, avec Marko Reikop. 
L'année suivante, elle participe à l'Eesti Laul 2018, avec la chanson en italien La forza (La Force), et le remporte. Elle représente l'Estonie au Concours Eurovision de la chanson 2018 à Lisbonne lors de la première demi-finale, le 8 mai, où elle se qualifie grâce à sa 5e place avec 201 points. Elle participe à la finale du 12 mai 2018 et finit à la 8e place avec 245 points.

## Discographie

### Singles
- 2018 : La forza
- 2019: La voce dell'alba
- 2020: Lind
- 2020: Dans mes rêves
- 2021: What they say (feat. NOËP)
- 2021: Remedy
- 2022: Ave Maria
- 2022: Plan€t B

### En tant qu'artiste invitée
- 2021: Burnt (Kristjan Järvi feat. Robot Koch & Elina Nechayeva)

## Vie personnelle
Elle a changé l'orthographe de son nom de scène, passant de son nom de naissance, Netšajeva, à Nechayeva, en décembre 2017 (ce qui n'affecte pas la prononciation). Elle est la première participante au Concours Eurovision de la chanson ayant des origines tchouvaches.